# Adolf Windaus
Adolf Otto Reinhold Windaus (25.12.1876 – 9.6.1959) là nhà hóa học người Đức, đã đoạt giải Nobel Hóa học năm 1928 cho công trình nghiên cứu về sterol và các quan hệ của chúng với các vitamin.
Adolf Windaus sinh tại Berlin. Ông quan tâm tới hóa học nhờ các bài giảng của Emil Fischer. Ông bắt đầu học ngành Y và Hóa học tại Đại học Humboldt Berlin và sau đó tại Đại học Freiburg. Ông đậu bằng tiến sĩ đầu năm 1900 và tập trung nghiên cứu về cholesterol cùng các sterol khác tại Đại học Freiburg. Năm 1913 ông làm giáo sư hóa học ở Đại học Innsbruck, tới năm 1915 ông chuyển sang Đại học Göttingen nơi ông làm việc tới khi nghỉ hưu năm 1944.
Ông khám phá ra sự biến đổi cholesterol qua nhiều bước thành vitamin D3 (Cholecalciferol). Ông nhượng đặc quyền sáng chế này cho các hãng Merck và Bayer và họ sản xuất ra thuốc Vigantol năm 1927.
Ông cũng là cố vấn hướng dẫn thi tiến sĩ cho Adolf Butenandt, người cũng đoạt giải Nobel Hóa học năm 1939.
|  |  |